# Montagnac-sur-Auvignon
Montagnac-sur-Auvignon è un comune francese di 604 abitanti situato nel dipartimento del Lot e Garonna nella regione della Nuova Aquitania.

## Società

### Evoluzione demografica
Abitanti censiti